# Raimund Lurz
Raimund Lurz (* 14. Mai 1872 in Bayreuth; † im 20. Jahrhundert) war ein deutscher Verwaltungsjurist und Bezirksamtmann in Königshofen im Grabfeld und in Bad Tölz.

## Leben
Raimund Lurz besuchte das Gymnasium Christian-Ernestinum in Bayreuth und erhielt aus einer Stiftung für Vorzüglichkeit ein Stipendium von 150 Mark.
Nach dem Abitur  studierte er Rechtswissenschaften an der Ludwig-Maximilians-Universität München und promovierte 1896 mit der Dissertation „Die Haftung des veräußernden gutgläubigen Besitzers“ zum Dr. jur.  Im Jahr darauf legte er in Landshut das Große juristische Staatsexamen (Note II 7/20) ab und erhielt als geprüfter Rechtspraktikant beim Amtsgericht Bayreuth eine Anstellung. Im Februar 1898 kam er zur Regierung von Oberfranken, wo er in der Kammer des Innern tätig war. Zum 1. August 1900 wurde er Amtsanwalt bei der Polizeidirektion München und wechselte bereits nach vier Monaten als Assessor zum Bezirksamt Hilpoltstein und später in Passau und Rothenburg ob der Tauber. Zum 1. Juni 1913 wurde Lurz Bezirksamtmann in Bezirksamt Königshofen i. Grabfeld. Dieses Amt hatte er, zum 16. Mai 1918 zum Regierungsrat ernannt, bis zu seinem Wechsel am 16. Juni 1919 als Bezirksamtsvorstand in Bad Tölz inne. Für die Dauer eines Jahres ging er zum 1. Juni 1933 vorübergehend und aus Gesundheitsgründen zum 1. Juli 1934 endgültig in den Ruhestand.